# Petrotyx hopkinsi
Petrotyx hopkinsi är en fiskart som beskrevs av Heller och Snodgrass, 1903. Petrotyx hopkinsi ingår i släktet Petrotyx och familjen Ophidiidae. IUCN kategoriserar arten globalt som livskraftig. Inga underarter finns listade i Catalogue of Life.